# Garde d'honneur

La garde d'honneur russe, lors d'une cérémonie de dépôt de gerbes sur la tombe du soldat inconnu le 26 juin 2009 à Moscou, en Russie.

Une garde d'honneur, ou corps de parade, est une unité de cérémonie, généralement de nature militaire au service du protocole.
Composée d'individus généralement sélectionnés pour leur qualité physique et leur dextérité, ils effectuent, selon les pays, différents types d'honneurs, tels que les honneurs funèbres et à la garde des monuments nationaux. 
Une garde d'honneur peut aussi servir les "gardiens des couleurs" en escortant le drapeau national et en montant les couleurs lors des cérémonies officielles de l'État et de garde du corps du chef de l'état ou du monarque. Enfin, les gardes d'honneur fournissent habituellement des détachements aux fins de passage en revue des hôtes de marques en visite.

## Gardes d'honneur à travers le monde

### Algérie
La Garde républicaine algérienne.

### Espagne
La Garde royale.

### France
La Garde républicaine.

### Grèce
Les Evzones.

### Italie
Le Régiment des cuirassiers (Reggimento Corazzieri), qui est une compagnie spécialisée des carabiniers, se distinguant par leur uniforme et leur hauteur (la hauteur minimale d'admission est de 190 cm).

### Monaco
La Compagnie des Carabiniers du Prince.

### Norvège
La Garde royale norvégienne.

### République tchèque

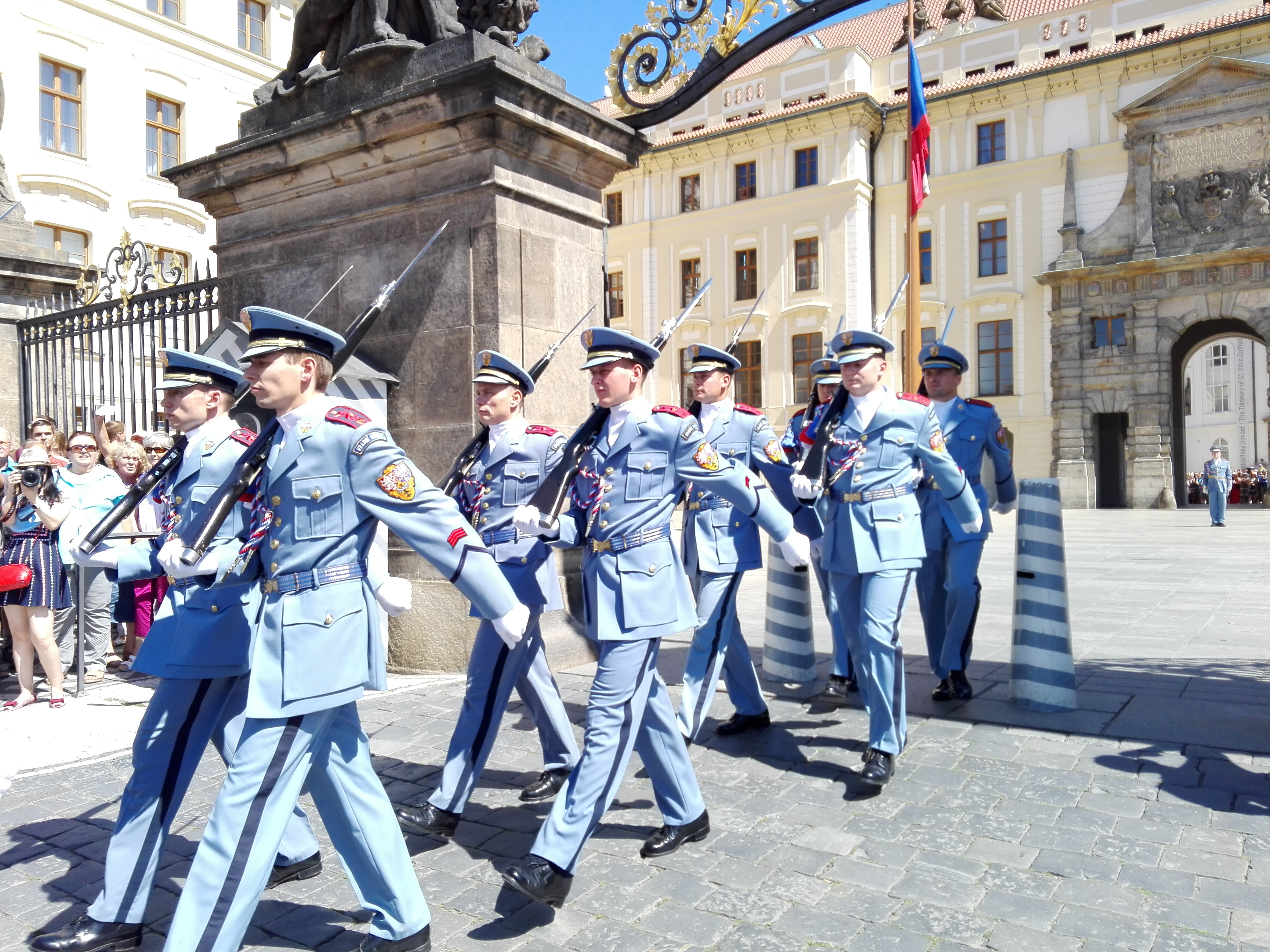
Fin de la relève de la garde au château de Prague.

À Prague, des soldats sont affectés à la protection, la surveillance et aux honneurs officiels du château de Prague, qui sert depuis 1919 de palais présidentiel. Ils forment la « garde du Château » (en tchèque : Hradní stráž), qui constitue une unité autonome des forces armées, directement rattachée au bureau militaire de la présidence de la République.
Leurs uniformes ont été dessinés à la demande de Václav Havel par le costumier Theodor Pištěk. Les sentinelles sont relevées chaque heure, la relève de midi donnant lieu à une cérémonie d'échange du drapeau de la garde en présence de la fanfare.

### Royaume-Uni

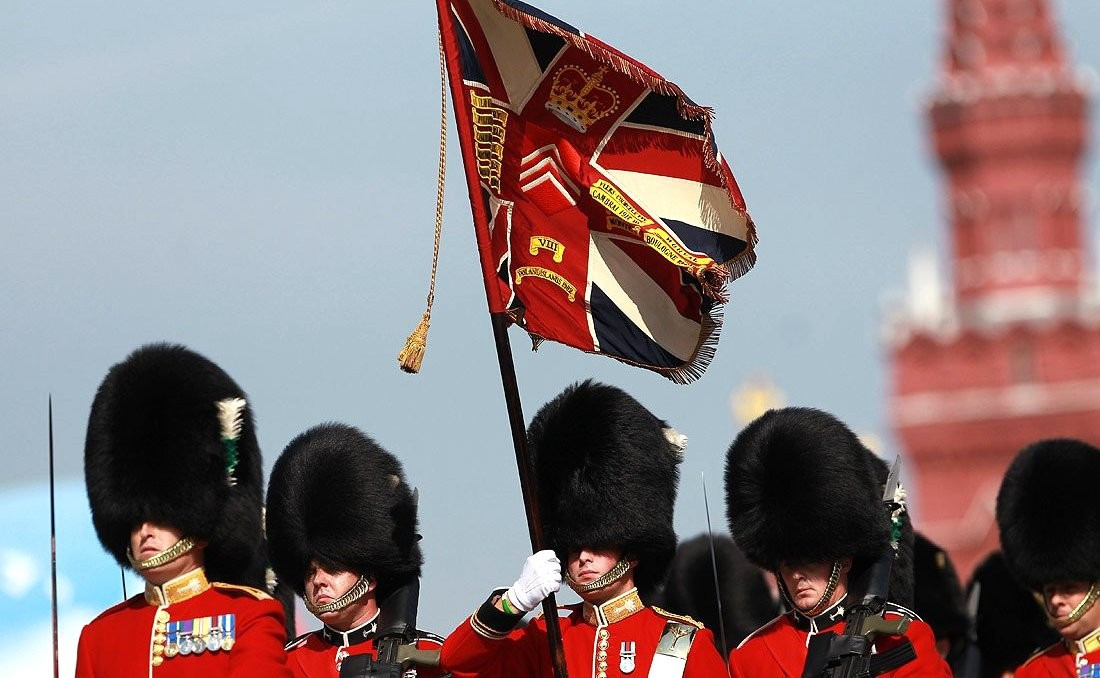
Détachement du 1er bataillon du Welsh Guards lors du défilé du Jour de la Victoire 2010 à Moscou.

Les unités qui effectuent traditionnellement des fonctions cérémonielles, comme la relève de la garde (Queen's Guard) ou la parade du salut aux couleurs sont les cinq régiments de Royal Foot Guards et la Household Cavalry Regiment qui forment la Household Division. L'unité d'honneur de la Royal Air Force est le Queen's Colour Squadron. 
Cependant, les unités mentionnées ci-dessus sont toutes des unités entièrement opérationnelles et non purement cérémonielles. La Queen's Guard a été principalement constituée pour la Household Division pour le palais royal et les monuments publics - notamment le palais de Buckingham, le palais Saint James, le château de Windsor et de la tour de Londres.

### Saint-Marin
Les gardes du rocher.

### Suède
Forces armées suédoises

### Vatican
La Garde suisse pontificale.

## Unités historiques

### Gardes d'honneur sous le Premier Empire
- Gardes d'honneur français (1813-1814)